# Lankesterella orthantha
Lankesterella orthantha är en orkidéart som först beskrevs av Friedrich Fritz Wilhelm Ludwig Kraenzlin, och fick sitt nu gällande namn av Leslie Andrew Garay. Lankesterella orthantha ingår i släktet Lankesterella och familjen orkidéer. Inga underarter finns listade i Catalogue of Life.